# Reino gajapati
Los Gajapatis fueron una dinastía hindú medieval del subcontinente indio, que se originó en la región de Odradesha (la mayor parte de la actual Odisha y la costa norteña de Andhra) desde 1434 hasta 1541. Bajo Kapilendra Deva, Gajapati se convirtió en un imperio que se extendía desde la parte baja del Ganges en el norte hasta el Kaveri en el sur.
La dinastía Gajapati fue establecida por el emperador Kapilendra Deva (1434–66) en 1434. Durante su reinado, las fronteras del imperio se expandieron inmensamente; desde grandes partes de Andhra Pradesh y Bengala Occidental, y las partes orientales y centrales de Madhya Pradesh y Jharkhand. El rey tomó el título de Sri Sri ... (108 veces) Gajapati Gaudesvara Nava Koti Karnata Kalvargesvara. Este título todavía es usado por los reyes de Puri durante el Ratha Yatra. Los principales gobernantes de esta dinastía fueron Purushottama Deva (1466–1497) y Prataparudra Deva (1497–1540). El último gobernante Kakharua Deva fue asesinado por Govinda Vidyadhara en 1541, quien fundó la dinastía Bhoi.

## Historia
La región conocida como Kalinga (actual Odisha) era gobernada por la dinastía Odia de los Gangas Orientales. Los primeros Gangas orientales gobernaron desde Kalinganagara (Mukhalingam cerca de Srikakulam, Andhra Pradesh). Luego trasladaron su capital a Puri en el siglo XII. El líder religioso Ramanujacharya tuvo una gran influencia en el Raja Choda Ganga Deva, quien renovó el templo en Puri. Narasimha Deva construyó el Templo del Sol en Konark. Los Gangas fueron sucedidos por los gobernantes Gajapati. Se han encontrado dos placas de cobre de la dinastía Pallava en el lago Kolleru, que se remontan a Langula Narasimha Deva, un gobernante oriya (Odiya Raju). Según la leyenda, el fuerte Gajapati estaba ubicado en Kolleti Kota en una de las islas orientales del lago, que protegía a las fuerzas Oriya. El general enemigo acampó en Chiguru Kota, ubicado en las orillas, e intentó excavar un canal en el moderno Upputeru, de modo que el agua del lago se vaciara en el mar y permitiera un ataque en el fuerte Gajapathi.
Los Suryavansi Gajapatis de Odisha, en el apogeo de su poder en el siglo XV, gobernaron un imperio que se extendía desde el Ganges en el norte cerca de Hugli hasta el Kaveri en el sur bajo Kapilendra Deva. Pero a principios del siglo XVI, los Gajapatis perdieron gran parte de su dominio del sur frente a Vijayanagara y Golconda. Este período estuvo marcado por la influencia de Chaitanya Mahaprabhu y por la expansión del templo de Jaganatha a lo largo y ancho del imperio. Una de las causas de la reducción en el militarismo de la población ha sido atestiguada al movimiento Bhakti iniciado por Sri Chaitanya Mahaprabhu, quien llegó al imperio en el momento del emperador Prataparudra y permaneció durante 18 largos años en Puri. El emperador Prataparudra estuvo muy influenciado por las obras de Chaitanya y abandonó la tradición militar de los emperadores Oriya. Se retiró a la vida de un asceta dejando el futuro del imperio incierto. El traidor Govinda Vidyadhara aprovechó la oportunidad para asesinar a los hijos del emperador, usurpó el trono y esculpió la destrucción del imperio que una vez fue poderoso.

## Contribuciones culturales
Su gobierno en el este de la India está asociado con un punto alto en el crecimiento de la cultura y la arquitectura regionales. El Mahabharata de Sarala Dasa, una transcreación del original sánscrito fue escrita durante este período. De manera similar, se escribió la transcreación del Ramayana y el Bhagvata Purana. Estos textos constituyen los mejores ejemplos de la literatura antigua Odia.